# Remember That Night
Remember That Night es una grabación en vivo del guitarrista británico David Gilmour de una presentación en el Royal Albert Hall el 29, 30 y 31 de mayo de 2006 como parte de su gira On an Island Tour. El título fue tomado de una línea de la letra de la canción "On an Island" del mismo Gilmour. Ha sido lanzado en formato DVD y Blu-ray. La versión en DVD se publicó el 17 de septiembre de 2007 en el Reino Unido, Europa y Australia y el 18 de septiembre de 2007 en Estados Unidos y Canadá. La versión en Blu-ray fue lanzada el 20 de noviembre de 2007.

## Lista de canciones

### Disco 1
1. "Speak to Me"
2. "Breathe"
3. "Time"
4. "Breathe"
5. "Castellorizon"
6. "On an Island" (con David Crosby y Graham Nash)
7. "The Blue" (con David Crosby y Graham Nash)
8. "Red Sky at Night"
9. "This Heaven"
10. "Then I Close My Eyes" (con Robert Wyatt)
11. "Smile"
12. "Take a Breath"
13. "A Pocketful of Stones"
14. "Where We Start"
15. "Shine On You Crazy Diamond" (con David Crosby y Graham Nash)
16. "Fat Old Sun"
17. "Coming Back to Life"
18. "High Hopes"
19. "Echoes"
20. "Wish You Were Here"
21. "Find the Cost of Freedom" (con David Crosby y Graham Nash)
22. "Arnold Layne" (con David Bowie)
23. "Comfortably Numb" (con David Bowie)

### Disco 2
- El disco 2 contiene algunos bonus tracks de los conciertos en el Royal Albert Hall y el en Teatro Mermaid, además de algunos documentales.

## Créditos
- David Gilmour – voz, guitarras, saxofón
- Richard Wright – teclados, voz
- Dick Parry – saxofón
- Phil Manzanera – guitarra, voz
- Guy Pratt – bajo, voz
- Jon Carin – teclados, voz
- Steve DiStanislao – batería, percusión

### Invitados
- David Bowie – voz en "Arnold Layne" y "Comfortably Numb"
- David Crosby y Graham Nash – coros
- Robert Wyatt - trompeta en "Then I Close My Eyes"

## Listas de éxitos
| Lista (2007)       | Posición máxima |
| ------------------ | --------------- |
| Australia          | 2               |
| Austria            | 1               |
| Bélgica            | 1               |
| Bélgica (Wallonia) | 1               |
| Dinamarca          | 1               |
| Holanda            | 2               |
| Finlandia          | 4               |
| Alemania           | 9               |
| Nueva Zelanda      | 1               |
| España             | 6               |